# Hadži Mehmed-beg Rizvanbegović
Hadži Mehmed-beg Rizvanbegović (Stolac, 1768. - Stolac, 27. veljače 1832.), poznatiji kao Hadži-beg ili Hadžun prvi je i posljednji kapetan Hutovske kapetanije. Njegov je polubrat Ali-paša bio paša Hercegovačkog pašaluka.
Don Grgo Matušković za njega piše da je bio "sličan Luciferu po svojim sramotnim i nasilnim djelima, koja su dovela ove siromašne vjernike u prežalosno stanje s otimanjem i oduzimanjem na silu njihove jadne imovine snagom zatvora, klada i okrutnog udaranja".

## Životopis
Rođen je 1768. u Stocu. Jedan je od petorice sinova Zulfikar-bega Rizvanbegovića, stolačkog kapetana: Mustaj-beg i Mehmed-beg bili su iz prvog braka, a Omer-beg, Ali-beg (kasniji Ali-paša Stočević) i Halil aga bili su iz drugog braka.; Joanikije Pamučina spominje da je Mehmed-begova brata Derviš-bega ubio grom.
Neobuzdane naravi, brzo je pokazao nepokornost prema ocu, zbog čega je u ranijoj mladosti pošao u svijet. Otišao je u Siriju. Više je godina boravio u sirijskog valiju, vezira Ahmed-pašu Gjezara (Džezzâr-Ahmed-pašu, rođenog u Fatnici). Tijekom tih godina posjetio je Meku. Predaje govore da je Ahmed-paša uvidio da bi Mehmed-beg mogao postati opasan po njegovu vlast zbog čega ga je otpustio ga je iz službe oko 1794/95. godine. Nakon toga tri je godine proveo u Carigradu, a između 1797. i 1798. vratio ocu u Stolac, kojem se pokorio.
Prema legendi, kad je Ahmed-paša Džezar zatražio od svojih časnika izraditi izrade plan utvrđenih objekata oko njegove pokrajine za što je obećao velike nagrade, izabrao je plan koji je bio Rizvanbegovićev. Uslijedila je duhovita diskusija kad je otkrio da mu je planer zemljak. Nagradio ga je i smjesta ga dao udaljiti iz Sirije.

### Hutovski kapetan
Otac se povukao pred sinom, zahvalio se 1802. na kapetaniji u korist svoja dva starija sina iz prvog braka, Mustaj-bega i Hadži-bega. Radi sprječavanja sukoba među sinovima, podijelio je stolačku (vidošku) kapetaniju na dva nejednaka dijela, pa je Mustaj-beg naslijedio oca na dužnosti vidoške kapetanije, a Hadži Mehmed-beg je dobio manju kapetaniju, hutovsku kapetaniju. Hadži-beg je dogradio kulu u kojoj su stanovali «panduri kao krajiška straža».

### Suradnja s Francuzima
Kad su Francuzi osvojili Dubrovnik, Hadži-beg je pomogao francuskim snagama zapovjednika Marmonta. Marmont je Hadži-begu uzvratio uslugu te mu pomogao u sukobima oko nekih sela kod Počitelja protiv stolačkog kapetana Mustaj-bega, Hadži-begova brata. Suradnju s Francuzima nastavio je i kad je združena crnogorska i ruska vojska krenula 1807. na Trebinje i ine hercegovačke gradove. O napadnim planovima crnogorsko-ruske vojske Francuze je obavijestio Mehmed-beg. Hadži Mehmed-beg je bio među prvima u obrani angažiravši 800 momaka iz svoje kapetanije, najviše katolika, te s Ljubincima krenuo je prema Bileći, gdje su potjerali crnogorsko-ruske snage. Rusi su pretrpjeli dodatne gubitke zbog nepripremljenosti na ovakav teren, pa su se polomili niz Klobučke ploče koje od tog vremena nose ime Moskovske ploče. Mjesto gdje se Hadži-begova osmanska vojska utaborila nosi naziv Hadži-begovi meterizi, kako je zapisao Hörmann.
Pomoć se nastavila i dalje, kod Dubrovnika. Na blagdan Ruke Sv. Vlaha, 5. srpnja 1806. u Primorje je stigao i francuski general Molitor s pojačanjem od oko 1.600 ljudi. Francuzi su već sutradan, uz neznatan otpor Crnogoraca, preko Osojnika i Golubova kamena stigli na Brgat, iza glavnine napadačkih snaga. Potpomognuti Hadži–begom iz Hutova, bratom hercegovačkoga vezira Ali–paše, Francuzi su razbili neprijateljske položaje na Srđu i Bosanki, nakon čega je uslijedilo brzo i neorganizirano povlačenje Crnogoraca i Rusa.

### Bitke sa stolačkim prvacima
Nakon povratak u Hutovo, Mustaj-beg i Hadži Mehmed-beg zavadili su se sa stolačkim prvacima. Zavadi je prethodila spletka stolačkih prvaka. Zavadili su dva starija i tri mlađa brata Rizvanbegovića (Omer-bega, Ali-bega i Halil-bega). Mustaj-beg je bio u stolačkoj, a Mehmed-beg u hutovskoj tvrđavi. Pobunjenici su opkolili obje tvrđave. Godinu je dana trajala pobunjenička opsada Hutova. Hadži-Mehmed-begu opet su pomogli francuski saveznici 1808. i 1809. godine, u tri navrata.

### U srpskom ustanku
Mehmed-beg se s dijelom svoje vojske borio u Srbiji tijekom II. srpskog ustanka 1813. godine.

### Sukob s počiteljskim kapetanom
Uskoro je opet uslijedio sukob u rodnom kraju. Sukobio se s počiteljskim kapetanom Smail-begom oko 42 sela koja je Smail-beg usprkos opomenama vrhovne vlasti silom prigrabio i pripojio počiteljskoj kapetaniji, unatoč svim opomenama vrhovne vlasti. Smail-begova je vojska napala Hutovo više puta, dvaput uspjevši prodrijeti u grad i nanijeti velike štete u ljudstvu i materijalu. Stanje se smirilo 1818. godine.

### Sukob s bratom
Uslijedilo je mirno razdoblje, no još za akcije u Srbiji izbili su korijeni novog sukoba. Brat Ali-aga (poslije znan kao Ali-paša Rizvanbegović-Stočević) te 1813. godine postao je vidoškim kapetanom. Zavada s njime postojala je već od prije, no pravi sukob izbija u vrijeme Husein-kapetana Gradaščevića 1831. godine. Svatko se borio na drugoj strani, na pobunjeničkoj Hadži-Mehmed-beg, a Ali-paša na strani središnje vlasti. Prema jednoj verziji, Hadži-Mehmed-beg poginuo je u braneći se u kući Mahmutćehajića u mahali Uzunovići u Stocu od vojske njegova brata Ali-age. Prema drugoj verziji u istom ga je konaku, konaku Mahmutćehajića ubio potkupljeni sluga.
Postoji još jedna verzija o godini njegove smrti, prema kojoj je poginuo 1830. u Stocu gdje su se nakon protjerivanja vezira Namik-paše sukobile vojske na čijim su se suprotnim stranama našla dvojica braće, Hadži-beg i Ali-aga.
Mehmed-beg je pokopan u velikom haremu u Stocu. Kao godina smrti na nišanu je uklesaana 1832. godina. Poslije Mehmed-begove smrti hutovska je kapetanija ugašena i pripojena vidoškoj kapetaniji, od koje je odvajanjem i nastala.

### Znanstvenik, zvjezdar, kroničar, nadnaravni dar
Hadžibegovo je ime neizbježno u analizi povijesti hutovske tvrđave. 
Zanimao se za znanost. Bavio se i zvjezdarstvom. Po planetima je često namještao svoje poslove. Budući da se pokazao i kao vrač, "mlagji njegovi" su mislili da Hadžibeg ima nadnaravni dar kojim može rasplesti nešto iz budućnosti. Bez obzira na sva ova nadrealna vjerovanja, smatralo se da ima "rijedak naravni dar".
 Zbog jednog uspješnog Hadžibegovog savjeta, ostala je u narodu izjava Jest' će kad ogladni ko' Hadžibegova kučka!.
Ostala je vrijedna predaja o zavičajnim osobitostima popovačkog kraja. Predaja kaže da je u pismu sultanu naveo šest stvari koje nitko nema: "goru koja treperi (trepetljka), drvo koje samo sebe puha kad gori (zanovijet), selo divljih ljudi (pripisuju jedni drugima), ploču na koju može stati sto guvana (Pločna guvna), selo u kojem sunce dvaput izlazi (dio Hutova zimi) i selo na jednoj ploči (Donji Zelenikovac)."

### Utjecaj na Popovo polje
Bio je vrlo utjecajan na prilike u Hercegovini. Vodio je aktivni život u prvoj polovici 19. stoljeća. Iznimno je obilježio krajobraz Popova polja. Naslijeđe se njegova života protezalo na razne načine do duboko u 20. stoljeću. Hadžibeg je bio posebnom temom koju su u Glasniku Zemaljskog muzeja radila dva stručnjaka toga Muzeja.

### Loše uspomene podanika
Stanovnicima donje Hercegovine nije ostao u lijepoj uspomeni. Hadžibegova strahovlada nije bila u osvajačkom smislu nego u grijesima koje je počinio protiv tadašnjih žitelja Hutova, a mnoge je majke u crno zavio.
Popovska ga tradicija opisuje kao tiranina, nasilnika, mučitelja seljaka i trgovaca, osobu koja je prijetila ljudima zbog čega su ga se ljudi bojali kao pakla. Tradicija ga opisuje kao halapljiva na žene, za koje bi kasnije prisilio mladiće da ih ožene, a da je u svojoj «razjarenosti upravo grozan», prema zapisima Pamučine i Hörmanna.
Martin Đurđević, putopisac, zabilježio je 1910. sjećanja na okrutne Hadžibegove postupke. Ostalo je u sjećanjima kako je Hadžibeg osuđenike nabijao na kolac, vezao za repove konja i držao u ledenim samicama do smrti. Zbog Hadžibegove pomame za ženama, svaka je kuća u Popovu polju dugo vremena imala dvoja vrata, prva su bila ulazna, a druga su bila namijenjena ženskoj mladeži da mogu pobjeći kad bi u kuću ušao Hadžibeg. Za Hadžibega je vlastita supruga rekla Ili je vrag ili je u njemu!.
Hörmann smatra da je dio tradicije koji negativno govori o Hadžibegu pretjeran. Smatra ga štoviše plemenita srca, jer nikada nije oteo od seljaka zemlju, zbog čega su mu seljaci vjerno stajali uz bok, a katolici iz Hrasnog glavni oslonac cijelog života. S protivnicima s okrutno obračunavao: mučio, zatvarao u tamnice, a tijela bacao u brojne ponore okolo Hutova. Zbog tih sjećanja, pučke legende govore da i danas "putnik s nekim strahom prolazi kraj hutovske gradine, pa će mnogi govoriti, da je čuo glasove duša, koje vape za pomoć.»
Kroničar Joanikije Pamučina (1810. – 1870.), kaluđer manastira u Zavali, u zapisima je zabilježio građevine koje su se po veličini i važnosti izdvajale od ostalih po selima, a među njima spomenuo Hadži-begove «velike kuće» s visokom kulom, oko kojih je ogradio zid kod Hutova, te « vodenice koje su sagrađene u dosta dubokim zalivima» (kako naziva ponore) s obje obale Trebišnjice.

### Toponimi i posjedi
Na kraju Popova polja nalazi se Hadžibegov jaz, a etnolog Vejsil Ćurčić navodi da se tu Hadžibeg opskrbljivao ukusnom ribom gaovicom koja mu je služila i kao lijek. Jedina "živa voda" u donjem dijelu Popova polja jest Vrutak. U jugozapadnom dijelu nekad je bio Brijeg, uzvisina visoka do pet metara. Nastala je od nanosa Trebišnjice, a stanovnici su to koristili za građevinski materijal. Na Brijegu su bila guvna za vršidbu prosa, a na njemu su poljari imali hladnicu, a po predaji i Hadži-beg.
Završni dio polja je Zablatak, a za nj je vezana jedna mračna legenda u svezi s Hadžibegom. Ovaj je završni dio Popova polja, a od Vrutka ga dijeli prolaz 10x5-6 m. Zablatak je tonuo i obzidan je suhozidom. Čini se da je Hadži-beg dodao zidove te između njih ubacio drvenu ljesu. Legenda glasi da je Hadžibeg nekom Đurinoviću (Raiču) ukrao dijete i zazidao ga u jaz.
Hadži-beg je dao i svoje nadnaravno tumačenje osebujnog vjetra Popovog polja i zvukova koje je proizvodio kad je nailazio na prepreke: tvrdio je da su to "smatraju da su to džinovi i vojska duhova"; zvuk je nestao krajem 19. stoljeća kad je zbog turističkih razloga proširen ulaz na mjestu zvanom bubanj, mali doboš, mlin i žrvanj.
Kosta Hörmann pisao je o Hadži-begovoj kuli u Hutovu i njegovu životu.

## Vanjske poveznice
- Hadžibeg - Ili je vrag ili je u njemu I.  Arhivirana inačica izvorne stranice od 4. ožujka 2016. (Wayback Machine), HKUD Hutovo
- Hadžibeg - Ili je vrag ili je u njemu II. trahovita mučenja  Arhivirana inačica izvorne stranice od 17. siječnja 2014. (Wayback Machine), HKUD Hutovo
- Hadžibeg - Ili je vrag ili je u njemu III. (ne)zgode vezane uz zlikovca  Arhivirana inačica izvorne stranice od 18. veljače 2021. (Wayback Machine), HKUD Hutovo

- Krešić, Milenko. 2023. Nastanak i razvoj župa na području Trebinjsko-mrkanske biskupije i sakralni objekti po župama.   Puljić, Ivica; Marić, Marinko (ur.). Trebinjsko-mrkanska biskupija u vrijeme osmanske (turske) vladavine. Trebinjsko-mrkanska biskupija. Mostar. str. 171–247